# Episodi di Due americane scatenate
La prima e unica stagione della serie televisiva Due americane scatenate è stata trasmessa per la prima volta negli Stati Uniti tra il 1978 (sul canale CBS) e il 1979 (in syndication).
In Italia, la serie è stata trasmessa nel 1981 sulle televisioni locali.
| nº | Titolo originale                | Titolo italiano | Prima TV USA      | Prima TV Italia |
| -- | ------------------------------- | --------------- | ----------------- | --------------- |
| 1  | The Cancelled Czech             |                 | 23 settembre 1978 |                 |
| 2  | The Beautiful People Jungle     |                 | 30 settembre 1978 |                 |
| 3  | The Haunting at Chuckwuk Bay    |                 | 7 ottobre 1978    |                 |
| 4  | Firefly o Torch                 |                 | 14 ottobre 1978   |                 |
| 5  | A Crash Course in Survival      |                 | 21 ottobre 1978   |                 |
| 6  | The Phoenix Connection          |                 | 1978              |                 |
| 7  | The Reluctant Candidate         |                 | 1978              |                 |
| 8  | The Big Body Heist              |                 | 1979              |                 |
| 9  | The Hundred Thousand Dollar Man |                 | 1979              |                 |
| 10 | An Autobiography                |                 | 1979              |                 |
| 11 | Little Girl Lost                |                 | 1979              |                 |